# Stazione di Verzuolo
La stazione di Verzuolo è una stazione ferroviaria della linea ferroviaria Savigliano-Saluzzo-Cuneo che serve l'omonimo Comune.

## Storia
Con legge del 29 luglio 1879 fu prevista la costruzione di una relazione che mettesse in collegamento Saluzzo con Cuneo. L'incarico al Genio Civile provinciale di redigere un progetto esecutivo fu affidato nel giugno 1883, e lo stesso fu trasmesso l'anno successivo alla Società per le Strade Ferrate del Mediterraneo (SFM) la quale ottenne i relativi finanziamenti con legge del 20 giugno 1888. I lavori, suddivisi su cinque lotti, iniziarono nel marzo 1890 e la ferrovia, ivi compresa la stazione di Verzuolo fu completata il 1 giugno 1892 ad opera della Società per le Strade Ferrate del Mediterraneo.
Nel 1905 la gestione della linea passò alle neocostituite Ferrovie dello Stato. Lontana dal fronte della prima guerra mondiale e poco interessata anche dalle vicende della seconda, non costituendo obiettivo strategico primario, la stazione di Verzuolo risentì di tali eventi solo per le conseguenti fluttuazioni della domanda di trasporto, iniziando nel secondo dopoguerra un periodo di costante calo dei proventi da traffico passeggeri dovuto all'avvento della motorizzazione privata e a un orientamento comune non più favorevole al trasporto su ferro.
Negli anni novanta la Regione intraprese un esteso piano di ammodernamento della propria rete ferroviaria locale che mirava a diminuire i costi di esercizio attraverso l'automazione e il telecomando degli impianti. A fronte dell'ipotesi di chiusura di alcune linee i lavori condotti portarono il 22 dicembre 1993 all'attivazione del CTC sull'intero nodo di Cuneo e del blocco conta-assi sulla Cuneo-Saluzzo, suddiviso in due sezioni separate dalla stazione di Verzuolo, che venne dotata di doppio segnalamento di protezione e partenza.
A loro volta le FS furono sostituite nel 2001 da Rete Ferroviaria Italiana.
Con il cambio orario del 17 giugno 2012 venne soppresso il trasporto passeggeri sulla linea Savigliano-Saluzzo-Cuneo, rimasta attiva per il solo traffico merci.
Dal 27 Gennaio 2025 ha ripreso il trasporto passeggeri sull'intera linea.

## Strutture e impianti
La stazione è dotata di due binari passeggeri, secondo dei quali di corretto tracciato, oltre a ulteriori binari dai quali si diparte il raccordo delle Cartiere Burgo.